# 豊岡村 (千葉県山武郡)
豊岡村（とよおかむら）は、千葉県山武郡（武射郡）にかつて存在した村である。
現在の山武市の北部にあたる。山武市立豊岡小学校などにその名をとどめる。

## 沿革
- 1889年（明治22年）4月1日 - 町村制施行に伴い、山室村、引越村、谷津村、古和村、金尾村、小川村、上大蔵村、下大蔵村、蕪木村が合併して武射郡豊岡村が発足。
- 1897年（明治30年）4月1日 - 山辺郡、武射郡が統合されて山武郡となる。
- 1955年（昭和30年）2月1日 - 松尾町、大平村と合併し、改めて松尾町を新設。同日豊岡村廃止。
- 2006年（平成18年）3月27日 - 松尾町が成東町、山武町、蓮沼村と合併し、山武市を新設。